# Godefridus Franciscus Antonius Henricus Cornelius van Hugenpoth tot Aerdt

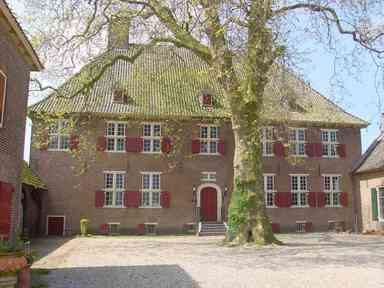
Huis Aerdt

Godefridus Franciscus Antonius Henricus Cornelius van Hugenpoth, heer van Aerdt, Bimmen en Hengmeng (Herwen, huize Aerdt, 11 februari 1743 - aldaar, 27 juli 1819) was een politicus ten tijde van de Bataafse Republiek.

## Familie
Jhr. van Hugenpoth, lid van de familie Van Hugenpoth, was een zoon van ambtsjonker en ridderschapslid van Overbetuwe A.W.D. van Hugenpoth, heer van Aerdt (1695-1780) en diens tweede echtgenote J.L.H. van Doetinchem (1717-1749). Hij trouwde in 1779 met Sophia Ludovica Maria Wilhelmina Ferdinanda Bentinck tot Brecklenkamp (1759-1808); uit dit huwelijk werden twaalf kinderen geboren, onder wie de latere minister Alexander Wilhelmus Josephus Joannes baron van Hugenpoth van Aerdt (1780-1859).

## Loopbaan
In 1762 werd Van Hugenpoth ritmeester van de garde te paard van de hertog van Württemberg. Van 1771 tot 1795 was hij inspecteur-generaal van de opperrivieren en dijken van de Bijlandse Waard. Vanaf 1785 was hij ambtsjonker van de Overbetuwe.
Vanaf 1795 vervulde Van Hugenpoth bestuurlijke functies in de Bataafse Republiek. Hij werd afgevaardigd als lid naar de Eerste Nationale Vergadering (1796-1797), Tweede Nationale Vergadering (1797-1798), de Constituerende Vergadering (1798), het Vertegenwoordigend Lichaam (1798) en het Intermediair Wetgevend Lichaam (1798). Van 1805 tot 1807 was hij lid van het lid departementaal bestuur van Gelderland, daarna tot 1811 assessor van het departement Gelderland en vervolgens tot 1813 lid van de prefectorale raad van het departement Boven-IJssel.
In 1814 was hij lid van de Vergadering van Notabelen. Op 28 augustus 1814 werd hij benoemd in de ridderschap van Gelderland waarmee hij en zijn nageslacht tot de Nederlandse adel gingen behoren; namens de ridderschap werd hij lid van provinciale staten van Gelderland (1814-†) en van 1814 tot 1814 was hij er gedeputeerde.
Van Hugenpoth overleed op 76-jarige leeftijd op huis Aerdt waar hij ook op geboren was.
- Biografisch Portaal: 69916279
- International Standard Name Identifier: 0000 0003 9207 1270
- Nederlandse Thesaurus van Auteursnamen: 070091374
- Parlement.com: vg09llv8sqq5
- Virtual International Authority File: 286041295
- WorldCat: E39PBJymy99GYBRDhqXGQ7MMfq